# Hôtel de ville de Charlottetown
L'hôtel de ville de Charlottetown (Charlottetown City Hall) est le siège du conseil de la ville de Charlottetown dans l'Île-du-Prince-Édouard au Canada.
Situé 199 Queen Street, il a été construit entre 1887 et 1888, et reconnu en tant que lieu patrimonial du Canada en 1979.